# LGV Naples - Salerne
La LGV Naples - Salerne est une ligne ferroviaire à grande vitesse italienne, de 29 kilomètres, qui relie les villes de Naples et Salerne en passant par le mont Vésuve.